# A Guía (Gomesende)
A Guía (llamada oficialmente Santa María da Guía) es una parroquia del municipio español de Gomesende, en la provincia de Orense, Galicia.

## Organización territorial
La parroquia está formada por doce entidades de población:

### Entidad de población
Entidad de población que forma parte de la parroquia:
- As Cortiñas
- A Travesa
- O Casal
- O Corro
- O Folón
- O Meixueiro
- O Souto
- Outeiro da Guía
- Reguenga
- San Paio

### Despoblados
Despoblados que forman parte de la parroquia:
- A Abelida
- As Regadas

## Demografía
| Gráfica de evolución demográfica de A Guía entre 2000 y 2022 |
|                                                              |
| Datos según el nomenclátor publicado por el INE.             |